# Bastien Vivès
Bastien Vivès (Paris, 11 de fevereiro de 1984) é um quadrinista francês.

## Vida e carreira
Nascido em Paris, Vivès passou a infância desenhando com seu irmão mais novo. Teve aulas de modelo vivo a partir dos dez anos, estudou artes aplicadas no Institut Sainte Geneviève Paris (6.º) e três anos na Escola Penninghen de Artes Gráficas em Paris e, eventualmente, na Escola Gobelins, ainda em Paris, onde estudou animação.
Ele alcançou o sucesso primeiro na internet (em seu site BK Crew), sob o pseudônimo "Chanmax", com o personagem Poungi la Racaille (2006, Public Danger)
Seu primeiro álbum, Elle(s), foi publicado em 2007 pela editora Casterman selo KSTR e, aos 25 anos de idade, em janeiro de 2009, Vivès recebeu o prêmio de revelação do Festival de Angoulême por seu álbum O gosto do cloro (Le goût du chlore).
Em 2010 e 2011, participou do drama online Les Autres Gens, escrito por Thomas Cadène, desenhando sete episódios.
Em 2013, publicou a série de "mangá francês" Lastman, junto com Michaël Sanlaville e Balak.

### Controvérsias
Em dezembro de 2022, uma exposição de autoria de Vivès foi cancelada no Festival de Angoulême, devido a vários protestos e petições. O motivo alegado pelos reclamantes foi suposta apologia do quadrinista à pedofilia e incesto em diversas de suas obras, a exemplo do álbum Petit Paul, cujo enredo é centrado em um garoto de dez anos com um pênis gigante. Em sequência ao cancelamento, o autor se pronunciou através de suas redes sociais, declarando que "condena os crimes de pedofilia, assim como sua apologia e banalização".
Em 2024, o autor anunciou, via redes sociais, o lançamento de uma nova obra, intitulada La Vérité sur l’affaire Vivès, em que pretende narrar a sua versão sobre os acontecimentos que levaram ao seu cancelamento.

## Obras publicadas em Portugal
- Corto Maltese: Oceano Negro (argumento de Martin Quenehen) - Arte de Autor, 2021[9]
- Uma Irmã - Levoir, 2018[10]
- Polina - Levoir, 2017[11]